# Маканин, Владимир Семёнович
Влади́мир Семёнович Мака́нин (13 марта 1937, Орск, Оренбургская область, РСФСР, СССР — 1 ноября 2017, пос. Красный, Аксайский район, Ростовская область, Россия) — русский писатель реалистического направления, получивший известность как мастер социальной диагностики, сценарист, редактор, математик. Обладатель премий «Русский Букер», «Большая книга», «Ясная Поляна», Государственной премии России, Европейской премии.

## Биография
Родился 13 марта 1937 года в Орске (Оренбургская область), в семье инженера-строителя Семёна Степановича Маканина и учительницы Анны Ивановны.
После войны семья оказалась в городе Черниковске, пригороде Уфы, где Владимир учился в средней школе, рано проявив способности к математике и шахматам.
В 1960 году окончил механико-математический факультет Московского государственного университета, после чего в течение 10 лет преподавал в высших учебных заведениях и параллельно учился на Высших сценарных курсах. Некоторое время работал в лаборатории Военной академии имени Дзержинского.
Получив в 1971 году второй диплом сценариста, работал редактором в издательстве «Советский писатель».
Вёл семинар прозы в Литературном институте имени Горького.
В 1972 году попал в аварию и серьёзно травмировал позвоночник, после чего долго восстанавливался.
В 1969 году стал членом, а в 1985-м — членом правления Союза писателей СССР. Рассказы и повести начала 1980-х годов выдвинули его в лидеры русской литературы того времени (т. н. «поколение сорокалетних»).
В 1987 году вошёл в редколлегию журнала «Знамя».
Возглавлял жюри Национальной литературной премии «Большая книга» в 2007 году, в 2008 году сам получил эту премию.
Последние три года жил и работал в посёлке Красный под Ростовом-на-Дону.
Скончался 1 ноября 2017 года после тяжёлой болезни. Похороны состоялись 3 ноября недалеко от дома, на сельском кладбище.

## Творчество
В 1965 году опубликовал первый роман «Прямая линия», в 1971 году увидела свет повесть «Безотцовщина». Впоследствии на протяжении двадцати лет почти каждый год выпускал по новой книге — большей частью сборники, содержавшие как уже опубликованные, так и новые произведения (рассказ «Ключарев и Алимушкин», 1977; повесть «Голубое и красное», 1982; роман «Портрет и вокруг», 1978).
Маканин — писатель-агностик, с острым чувством современности и с постоянным стремлением к поиску героя, выражающего дух эпохи, однако не в типичных очертаниях, а гротескно, в экстракте подчас весьма своеобразных качеств. Герой его романа «Андеграунд, или Герой нашего времени» (1998) — интеллигент перелома эпох, чуждый как советской, так и постсоветской стране, так называемый «срединный человек», лишенный какой-либо цели в жизни. На встрече со студентами РГПУ им. А. И. Герцена в декабре 2004 года Маканин сказал:

Андеграунд — явление неоднозначное, и у него было две стороны. Первая — люди в оппозиции к власти, когда её дыхание давало понять, что она — не вечная. Это был русский вариант оппозиции в отсутствие демократического общества. Как только всё изменилось, такой андеграунд стал истеблишментом и соответствующим образом занял ниши премий и высших постов. Но был и другой андеграунд. Его представляли люди, которые при любой смене власти не могли бы занять высшие места. Это было целое поколение погибших людей, но людей мужественных, обладающих силой духа. В память об этих людях я написал роман.
По мнению Андрея Немзера:

"«Андеграунд…» не только одна из лучших книг «замечательного десятилетия» (филигранная работа с «чужим словом», сложнейшая поэтика символов-ассоциаций, дразнящая «неточностями»-зазорами система персонажей-двойников, постоянная и прихотливая игра с категорией времени, изыск композиции и даже главная «обманка» — проблема «герой — повествователь — автор», обуславливающая статус и модус романного текста, — большинством критиков были оставлены без внимания и — тем паче — интерпретации), но и сочинение весьма характерное.
По ранним произведениям В. Маканина был поставлен спектакль в МХТ им. Чехова «Река с быстрым течением». Георгий Данелия экранизировал повесть «На первом дыхании» (1995), а по рассказу «Кавказский пленный» был снят фильм режиссёра Алексея Учителя (2008).
Широкую дискуссию вызвал в 2008 году выход романа «Асан». Роман подвергся осуждению как в чеченской литературной критике (Лидия Довлеткиреева), так и среди писателей, воевавших в Чечне, — Аркадия Бабченко, Александра Карасёва, Захара Прилепина. По словам критика Сергея Чередниченко, это был поколенческий, эстетический и этический конфликт, идущий, на его взгляд, от лейтенантской прозы, сформировавшей представление о том, что писатель не имеет морального права писать о войне, на которой лично не был. В то же время есть критики, высоко оценившие роман. Так, Евгений Ермолин считает его лучшим русским романом 2000-х годов (а рассказ «Кавказский пленный» лучшим русским рассказом 90-х гг.).
Книги Маканина переведены на немецкий, французский, итальянский, испанский, английский, японский и китайский языки и опубликованы во многих странах.
Генри Маркович Резник полагал его за писателя, которого «зачислят в классики».

## Личная жизнь
Был женат с 1983 года. Жена: Ирма Маканина. Дочери Ольга и Екатерина.

## Признание
- орден «Знак Почёта» (16 ноября 1984)[27]
- Государственная премия Российской Федерации в области литературы и искусства за 1999 год[* 4]
- Пушкинская премия фонда Тепфера (ФРГ)
- премия «Пенне» (Италия)[* 5]
- премия «Русский Букер»[* 6] (1993)[19]
- премия «Большая книга» за роман «Асан» (2008)[29][19]
- антипремия «НацWorst» в рамках премии «Национальный бестселлер» за роман «Асан» — худшая книга 2008 года[30][31]
- Европейская премия по литературе (2012)[32]
- премия «Ясная Поляна» в номинации «Современная классика» за книгу «Где сходилось небо с холмами»[33]

### Романы
- Портрет и вокруг (1978)
- Ключарёв-роман (1997)
- Один и одна (1987)
- Предтеча (1983)
- Светик-роман
- Андеграунд, или Герой нашего времени (1998)
- Испуг (2006) = Обстрел (В новой авторской редакции, 2018)
- Асан (2008)
- Две сестры и Кандинский (2011)

### Повести и рассказы
- Безотцовщина (1971)
- Простая истина (1976)
- Старые книги (1976)
- Ключарёв и Алимушкин (1977)
- Гражданин убегающий (1978)
- Отдушина (1979)
- Река с быстрым течением (1979)
- Погоня (1979)
- Антилидер (1980)
- Голоса (1982)
- Голубое и красное (1982)
- Предтеча (1982)
- Человек свиты (1982)
- Где сходилось небо с холмами (1984)
- Утрата (1987)
- Отставший (1987)
- Однодневная война
- Лаз (1991) повесть
- Долог наш путь (1991)
- Сюжет усреднения (1992)
- Стол, покрытый сукном и с графином посередине (1993)
- На первом дыхании
- Наше утро
- Сюр в Пролетарском районе
- Кавказский пленный (1994)
- Дашенька
- Пойте им тихо
- В дождливые дни
- Ночь… Запятая… Ночь…
- Последний лагерь
- Буква «А» повесть
- За чертой милосердия повесть
- Сюр в пролетарском районе повесть

## Экранизации
- 1967 — Прямая линия
- 1984 — Полоса везения (новелла в пятом выпуске киноальманаха «Молодость»)
- 1987 — Человек свиты
- 1988 — Гражданин убегающий
- 1989 — Светик
- 1991 — Отдушина
- 1995 — Орёл и решка
- 2008 — Пленный
- 2018 — Голоса